# Národní labouristická organizace
Národní labouristická organizace nebo též Národní labouristé byla britská politická skupina sdružující podporovatele pravicově orientované
národní vlády z řad bývalých členů Labouristické strany; skupinu vedl premiér Ramsay MacDonald.
Národní labouristé se účastnili všech národních vlád (léta 1931-1939), nedokázali ale vybudovat pevnější členské a voličské zázemí a roku 1945 zanikli.

## Historie

### Krize labouristického kabinetu
Po všeobecných volbách roku 1929 vládla Británii menšinová labouristická vláda podorovaná Liberální stranou a vedená Ramsay MacDonaldem. Roku 1931 na britské ostrovy naplno dolehla Velká hospodářská krize a následnými kroky vláda svou pozici silně oslabila. Kabinet si nedokázal poradit se ztrátou důvěry v libru ani s rostoucí nezaměstnaností. Napříč politickými stranami byla vytvořena speciální komise pro přezkoumání ekonomické situace. Ta doporučila vládě silné škrty ve veřejném rozpočtu, což nebylo i přes souhlasné stanovisko MacDonalda a ministra financí Philipa Snowdena kabinetem akceptováno. Již 13. srpna 1931 se ministerský předseda sešel s vůdci ostatních politických stran a slíbil vyrovnání rozpočtu, což sice uklidnilo opozici, ale zároveň zvýšilo napětí v Labouristické straně.

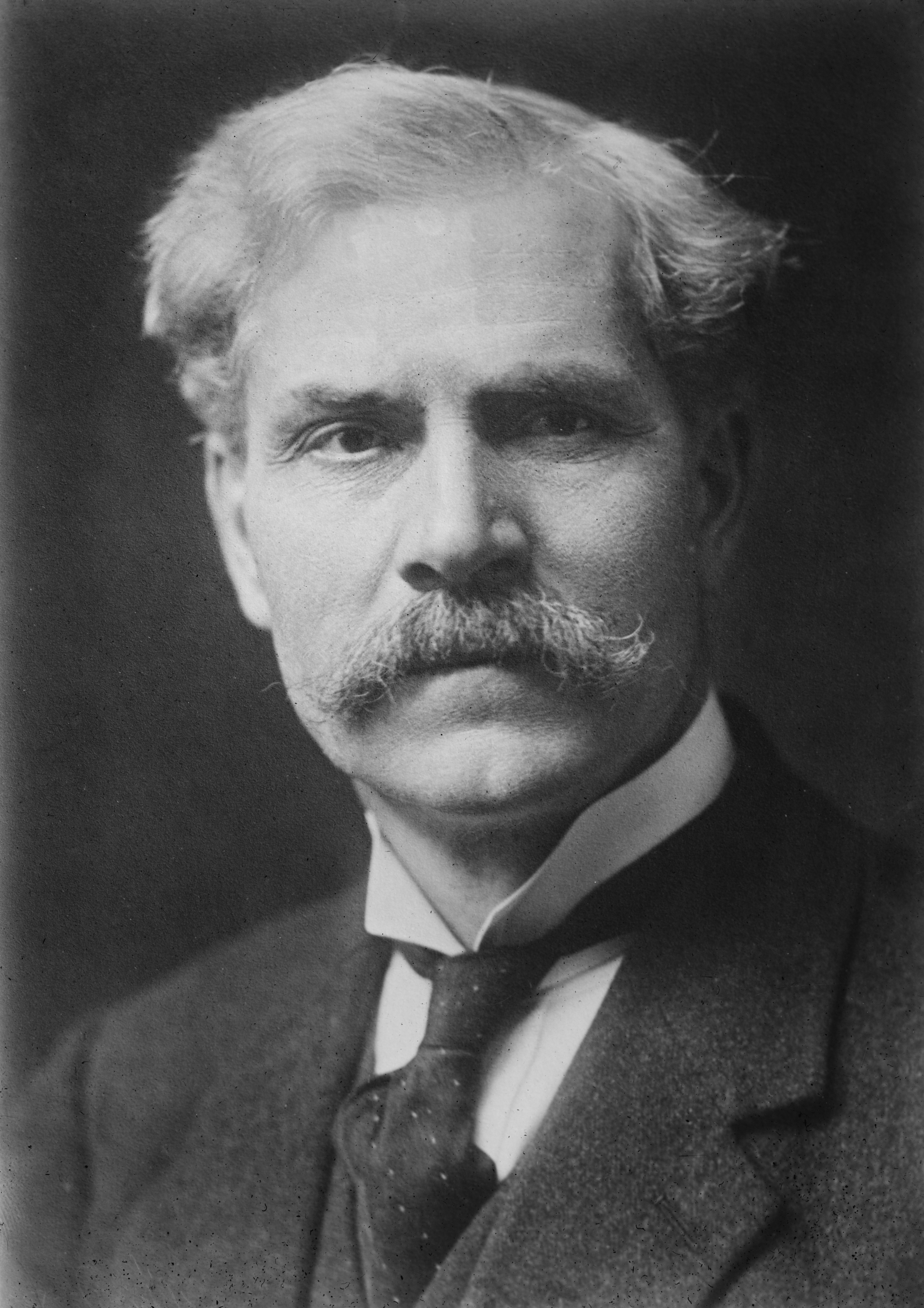
Premiér Ramsay MacDonald

### Vytvoření národní vlády
23. srpna se kabinet neshodl na snížení dávek v nezaměstnanosti, kvůli čemuž MacDonald složil vládu. Následujícího dne za podpory krále Jiřího V. a malé části labouristů vedené Snowdenem souhlasil s vytvořením národní vlády s účastí ostatních politických stran. Vláda byla tedy jmenována ještě téhož dne a sestávala z členů Konzervativní strany, Liberální strany a MacDonaldových labouristů. Na svých postech zůstali MacDonald i Snowden, všichni poslanci Labouristické strany až na 14 ale odmítli podpořit svého premiéra; 28. srpna labouristé vyloučili ze strany podporovatele národní vlády. Vláda vyhlásila na říjen nové volby, následně se proto začaly hledat finance na podporu labouristických kandidátů stojících za kabinetem. Pro volby byl vytvořen Národní labouristický výbor, posléze přetvořený na Národní labouristickou organizaci, v jehož čele stál hrabě De la Warr. Do všeobecných voleb si kandidáti národní vlády předem dohodli obvody, ve kterých budou kandidovat, aby si vzájemně nekonkurovali. Národní labouristé nasadili kandidátů jenom 20; koalice ale volby drtivě vyhrála - proti opozičním labouristům s 52 poslanci sedělo 470 konzervativců, 35 národních liberálů a 33 liberálů, i když ve výsledku pouze 13 národních labouristů.

### Do roku 1935
Zpočátku si národní labouristé své pozice uchovali díky vnímání výsledku voleb jako úspěchu národní vlády jako celku; ve vládě si udrželi posty lorda kancléře, lorda strážce státní pečeti i ministra dominií. Sebevědomí konzervativců však s uvědoměním, že jsou sami schopni získat velkou většinu, postupně rostlo. V roce 1932 kabinet na protest proti celním bariérám opustili liberálové a Snowden; poté již vzala výše uvedená mezistranická identita za své. Postupem času se zhoršovala MacDonaldova pověst a jeho skupina byla uzavřena mezi sílicí dominancí Konzervativní strany ve vládě a vědomím, že ve starých labouristických kruzích jsou svým odchodem zdiskreditováni. Proběhlo několik rozhovorů o spolupráci s bývalými kolegy, ty však nebyly úspěšné.
Roku 1935 utrpěli národní labouristé několik ran; červnu byl MacDonald v křesle premiéra nahrazan konzervativním lídrem Stanley Baldwinem a v listopadu ve všeobecných volbách se počet jejich poslanců snížil na pouhých 8; své krěslo neobhájil ani sám Ramsay MacDonald.

### Rozpuštění strany
Po volbách v roce 1935 již konzervativní vliv převážil natolik, že vláda v podstatě přestala být národní. V roce 1937 Ramsay MacDonald zemřel, čímž strana ztratila další pojítko s labouristickou minulostí. Stranu se po zbytek třicátých let stále nedařilo obrodit, druhou světovou válku stěží přežila. Na jejím konci se vedení strany neshodlo na podpoře Winstona Churchilla a krátce před volbami v roce 1945 se Národní labouristická organizace rozpustila.

## Volební výsledky
| Volby | Lídr             | Hlasy   | Hlasy | Mandáty | Mandáty | Pozice |
| Volby | Lídr             | Abs.    | %     | Abs.    | ±       | Pozice |
| ----- | ---------------- | ------- | ----- | ------- | ------- | ------ |
| 1931  | Ramsay MacDonald | 316 741 | 1.5   | 13/615  | ▲13     | Vláda  |
| 1935  | Ramsay MacDonald | 321 028 | 1.5   | 8/615   | ▼5      | Vláda  |